# 大坪力基
大坪 力基（おおつぼ りきもと、1972年9月13日 - ）は、日本の行政書士。日本橋兜町にある陽明開行政書士事務所代表、M&Aアドバイザリー会社代表、LGBT検定上級、博士（政治学）。行政書士公共政策ファシリテーター論、行政書士業務チーズ論などを提唱している。
国内外の企業家の日本における事業承継、会社設立、営業ライセンスの取得、経営管理ビザなどのサポートを得意とし、個人向けの遺言書・遺産分割協議書、パートナーシップ契約のサポートなども手がける。M&Aスペシャリスト。

## 経歴

### 来歴
1972年、東京都文京区千駄木で生まれ、葛飾区で育った。1991年、法政大学第二高等学校卒業後、法政大学法学部政治学科に進学、1995年、卒業。その後、法政大学大学院社会科学研究科政治学専攻修士課程に進学、1997年に修了し修士（政治学）の学位を取得。同年、法政大学大学院社会科学研究科政治学専攻博士後期課程に進学した。
1998年9月から1年間、台湾高雄市にある国立中山大学政治学研究所（大学院）に留学。主に、民主進歩党（略称：民進党）高雄市長候補、謝長廷陣営の選挙過程をフィールドリサーチとインタビューの方法を用いて研究した。この研究は後の博士論文執筆の題材ともなった。
留学中の研究を基に、博士論文『政権交替：宣伝戦略による有力者の取り込み―1998年台湾T市民進党候補陣営の選挙過程―』を執筆、2002年3月、博士号（政治学）を取得した。

#### 博士号取得後、行政書士として働き始めるまで
2002年、29歳で博士号（政治学）を取得した後、同年4月、杏林大学社会科学部（後に、総合政策学部）第二外国語中国語の講師、同年10月、放送大学文京学習センターにて比較政治の講師、翌年4月には、法政大学法学部政治学科で国際地域研究東アジアⅡ（台湾）及び工学部で第二外国語の中国語の兼任講師として研究者のキャリアをスタートさせた。
大学院卒業後、大学の講師業と両立可能な仕事として行政書士を志す。2002年から試験勉強を始めた大坪は、同年には合格、2003年3月、行政書士として登録される。

### 年表
1972年　東京都文京区千駄木で生まれ、葛飾区で育つ

1991年　法政大学第二高等学校卒業

1995年　法政大学法学部政治学科卒業・学士（法学）（22歳）

1997年　法政大学大学院社会科学研究科政治学専攻修士課程修了・修士（政治学）（24歳）

　　 　   同博士後期課程入学

1998年〜1999年　国立中山大学政治学研究所（大学院）留学（台湾高雄市）

2002年　法政大学大学院社会科学研究科政治学専攻博士後期課程修了・博士（政治学）（29歳）

2003年3月　行政書士登録（30歳）

2006年5月〜2018年4月　ヨネツボ行政書士法人 副代表（共同創業者、営業以外を所管）（33歳）

2011年1月〜2018年4月　YTLINK調査サービス株式会社 取締役（2016年1月〜代表取締役副社長）

2018年5月〜　陽明開行政書士事務所 代表（45歳）

2021年6月　陽明開合同会社 代表社員

### 研究歴
2001年度　交流協会日台交流センター歴史研究者

2003年度、2004年度　法政大学沖縄文化研究所国内研究員

### 所属学会
日本公共政策学会

### 学会報告等
| 報告内容 | 学会名・場所                                                                         | 開催日                   |
| --- | ------------------------------------------------------------------------------------ | ------------------------ |
| 「台湾の民主化の定着：権威主義体制の残滓の溶解－1998年から2001年までの重要選挙分析を中心に」                               | アジア政経学会、神戸大学                                                             | 2002年10月26日～27日開催 |
| 「台湾の民主化の定着と選挙における台湾シンボルの操作の変容―1998年民主進歩党高雄市長候補陣営の選挙運動戦略の分析を中心に―」 | 第52回日本現代中国学会学術大会、新潟大学                                             | 2002年10月19日～20日開催 |
| 前瞻選後台湾政経発展座談会                                                                                                 | 高雄市廿一世紀都市発展協会、中山大学政治経済系主催、高雄市廿一世紀都市発展協会会議室 | 2001年12月2日開催        |
| 「民進党の選挙運動の担い手―1998年台湾T市S陣営を例に」                                                                      | 日本台湾学会第2回学術大会、東京大学本郷キャンパス構内山上会館                        | 2000年6月3日開催         |

## 行政書士としての活動

### ヨネツボ行政書士法人 副代表時代ー「後遺症のヨネツボ」
2006年～2018年：直営、姉妹事務所を合わせて、全国の都道府県の約半数にヨネツボ式を行う事務所を開設。自賠責の後遺障害認定手続に特化し、これに医療調査を加味した業務を主力とした。
2007年には、日本行政書士会連合会運輸交通部ワーキンググループの編集委員として『自賠責請求の実務：実際の事例を紹介』の制作・執筆に関わった。

### 陽明開行政書士事務所設立
45歳の時(2018年)、 陽明開行政書士事務所を開設、代表に就任。大坪は、同業者・他士業の専門家とのネットワークを充実させ、公共政策ファシリテーターとして、国民の福利・便益の向上に寄与することを掲げている。さらに外国人雇用顧問として、ダイバーシティ経営をサポート（就労ビザ関係）、著作権相談員として、アーティストの権利擁護にも尽力している。

### M&Aアドバイザリー会社 代表兼務
2021年6月：M&Aアドバイザリー会社（陽明開合同会社）を開設。

#### 開設の背景
大坪は2025年問題を見据え「中小零細企業の後継者不足により、このまま廃業が進むと、650万人の雇用と22兆円のGDPが失われる」とし、「M&Aが有効な手段になる」と主張している。また『日経ムック』の中で「M&Aでは、企業の定量的な価値のほか、目に見えない定性的な価値を顕在化させることが重要」と述べ、「会社特有の無形資産を見える化し、プレミアムを生み出せる国家資格者」が行政書士であるとし、行政書士を「M&Aのコーディネーター」と呼んでいる。

### 行政書士公共政策ファシリテーター論

#### 「行政書士公共政策ファシリテーター論」を提唱した背景
大坪は、2017年に「パラダイムシフトと行政書士」を発表、その中でパラダイムシフトについて「「産業革命」とか「情報革命」などの歴史的な大転換を指すなどの意味がある。それは、経済・社会のあり方を根底から全く変えてしまうほどの大転換である」と言及している。現在の情報社会・IT社会は工業社会からの大転換であり、パラダイムシフトに当たると述べ、その中で行政書士は「行政書士 2.0にバージョンアップをする必要があるのではないか。パラダイム‒シフトの中で、行政書士は、何をすべきなのか。大きな課題だと思う」と問題意識を提示した。
大坪は上記の論文発表から2年後、論文「行政書士ルネッサンス（復興）のための一試論－「隣接法律専門職」から「公共政策の専門家」へのアイデンティティーシフトについて」を発表した。そこで行政書士独自のアイデンティティーとは何かについて検討を試みている。大坪は「行政書士のアイデンテイティーの中心に「公共政策」や「国民の福利・便益」を据えること」を提言、行政書士が法律の土俵だけでなく、政治・行政・公共政策の土俵で活躍するという意識変革を目指すべきとして「行政書士公共政策ファシリテーター論」を提唱した。

### 行政書士業務チーズ論
大坪は穴の開いたチーズに例えて、士業の業務範囲について解説している。「穴の部分が他士業の業務範囲、チーズの部分が行政書士の業務範囲」というように理解できるとして、「穴の１つ１つが、弁理士、税理士、社労士、司法書士の作成できる書類」とした。ただし、弁護士はオールマイティのため「穴のないチーズ」としている。行政書士業務チーズ論によれば、「行政書士の書類作成権は、非常に広範囲であり、弁護士に次ぐ」ものであり、これが「行政書士と他士業（弁護士を除く）の最大の違い」と説明する。

### 交通事故後遺障害認定手続を行政書士業務として確立
交通事故後遺障害認定手続に関する書類作成について、大坪は「「一般の法律事務」であり、形式的には弁護士法72条に該当するが、行政書士法に基づく正当業務（刑法第35条）として違法性が阻却される」と主張している（大坪説）。

### 行政書士会役職歴
2019年4月～　東京都行政書士会中央支部 副支部長

2017年6月～19年5月　東京都行政書士会企画開発部 部員

2017年4月～　東京都行政書士会中央支部 理事

2017年4月～　東京行政書士政治連盟中央支部 幹事

2017年4月～　東京都行政書士会中央支部著作権実務研究会 理事

2006年度　元日本行政書士会連合会運輸交通部ワーキンググループ委員

### 行政書士関連講師歴
・株式会社バトンズ主催「行政書士とM&A業務の親和性について」2021年10月7日開催

・東京都行政書士会中央支部主催、第2回業務研修会「これからの時代に求められる多様性～SDGsとLGBTの取り組みについて～」2021年9月30日開催

「自賠責保険・後遺障害実務論」をテーマに全国各地で講師を務める

・東京都行政書士会（3回）

・静岡県・兵庫県・奈良県・岡山県、鳥取県・鹿児島県行政書士会

・東京都行政書士会千代田支部・中央支部・渋谷支部・葛飾支部・田無支部・町田支部

・東京弁護士会期成会若手の会

・伊藤塾 行政書士実務開業講座 講師（2013年～2016年）

・船井総合研究所主催セミナー講師

他大阪、広島、新潟など多数。

## 所属団体
・東京都行政書士会会員：申請取次行政書士、著作権相談員、不当要求防止責任者講習受講済行政書士

・行政書士オレンジ会 副会長

・法政士業の会 会員

・行政書士放送大学学友同窓会・役員

・一般社団法人 日本著作権価値評価協会 理事

・特定非営利活動法人 日本セクシュアルマイノリティ協会 理事

## 資格など
・行政書士

・M&Aスペシャリスト検定試験・合格（一般社団法人日本経営管理協会）

・LGBT検定 上級修了者（一般社団法人 CialFrame）

## 受賞歴
『行政書士とうきょう』への寄稿につき、下記論文が賞を受賞している。

・2018年度：「移行期の正義としての同性カップルの法的保護」『行政書士とうきょう』東京都行政書士会、2018年4月号。佳作受賞

・2017年度：「行政書士と弁護士の「業際問題」考」『行政書士とうきょう』東京都行政書士会、2017年9月号。優秀賞受賞

## メディア
・『財界』、2020年1月29日号の「ゆかいな仲間」で、一橋総合安全保障研究所主催の円卓会議が取り上げられ、台湾の専門家として大坪が紹介される。

・2019年1月29日に放送された「AbemaPrime」では、“LGBT関連法案”をめぐり、当事者、与野党議員が招かれ討論が行われた。大坪は、日本セクシュアルマイノリティ協会サポートメンバーとして出演し意見を述べた。

・台湾の国立中山大学社会科学院政治学研究所に留学していた当時、大坪が洪墩謨院長（当時）と共同執筆した論説が『台湾時報』（1999年7月5日、6日、4面）に掲載された。コソボ紛争やNATO軍から、中台関係について検討した内容。

・2001年、台湾立法委員選挙のフィールドリサーチのため、交流協会日台交流センター歴史研究者交流協会事業により、大坪は台湾に派遣された。その際、台湾メディア『民衆日報』で取り上げられた。

## 公的活動
・葛飾区男女平等推進会議委員（2002年度）

## エピソード

### 丸山眞男の大坪宛の手紙が『丸山眞男書簡集』に掲載
大坪が大学院生の時、政治学者丸山眞男に弟子入りを志願するも丁重に断られたことがあった。その時の丸山眞男の大坪宛の手紙が『丸山眞男書簡集』の第5巻に所収されている。

### 辜振甫、中村哲、飯田泰三の思い出
『自由と進歩の学び舎―法政大学法学部創設百周年記念誌』の「戦後法政大学法学部を彩った教授たち──政治学・憲法・基礎法を中心に……」の座談会の中の、飯田泰三の話の中に、学生を連れて台湾の辜振甫を訪問した件が記載されている。この記述の「学生」は大坪である。当時、大坪は飯田泰三に伴われ、中村哲 (政治学者)の自宅へ行き、中村哲から辜振甫宛の紹介状（中村哲が台北帝大で教鞭をとっていた際に、辜振甫が学生だったことが縁）を受け取った。この紹介状を持って、飯田と大坪は台湾留学の際、辜振甫に会い、インタビューを実施した。インタビューでは辜振甫の交友関係（岸信介、藤田嗣治などが知人として登場）が窺い知れる場面もあった。

### その他
・小笠原欣幸『台湾総統選挙』の中で、大坪の主著『市長誕生―1998年台湾高雄市長選挙野党候補、現職を破る』が参考文献として掲載されている。また、本文には『法学志林』掲載の大坪の論文が紹介される

・近藤秀将『こんなにおもしろい行政書士の仕事』に、大坪の説が紹介される 

・伊藤塾・法学館編『一生ものの資格　19人の行政書士の輝く姿』の1人に、大坪が選ばれる

・松田康博「台湾政治研究はどこから来て、どこへ向かうのか？」に、『法学志林』掲載の大坪の論文が紹介される

### LGBTに対する考え方
日本セクシュアルマイノリティ協会 サポートメンバー（当時）を務める大坪は、2019年1月29日に放送された「AbemaPrime」の中で「僕はゲイで生まれたことを誇りに思っている。すごく楽しいし、幸せだ。もし生まれ変わるなら、絶対にゲイがいいと決めている。私はそうやってポジティブに捉えている。そういう感覚で法案の"差別"という言葉を見ると、"この法律ができたら被差別者になるのかな"とも思う」と吐露している。同性婚をめぐる議論については、「婚姻制度には税金、年金、保険、相続などで色々な"特典"が付いている。一例を挙げれば、国際結婚をしている方は配偶者のビザが取りやすいが、我々の場合はパートナーに取ってあげることができない。私たちは"婚姻"という名前が欲しいわけではなくて、それに付随する実益が欲しい。そこを考えてくれるとうれしい」と訴えた。このように、大坪はあくまで個人の考えとしながら、LGBT法案に差別禁止を盛り込むことには違和感を感じており、同性婚についても慎重な立場を採っている。

### 映画「アスリート～俺が彼に溺れた日々～」の紹介文を執筆
2019年7月に公開された映画「アスリート～俺が彼に溺れた日々～」のオフィシャルブックに、大坪の映画紹介文「誰にでもある葛藤、『アスリート』を通じて感じて欲しい」が掲載されている。その中で大坪は「日本はもはや人口減少社会となり、チームジャパンとして活気を維持していくためには、多様性を認め合うことが必要不可欠だ。そこでは、LGBTに限らず誰もが「事情」を言える心理的安全性が求められる」と将来を展望するコメントを寄せた。

## 著作

### 台湾政治関係

#### 単著
『市長誕生：1998年台湾高雄市長選挙野党候補、現職を破る』博論社、2019年4月、ISBN978-4-9910204-0-7

#### 論文
「台湾の民主化の定着：権威主義体制の残滓の溶解の開始―1998年民進党高雄市長候補謝長廷陣営の選挙過程（3）」『法学志林』101巻3号（通号730号）2004年2月

「台湾の民主化の定着：権威主義体制の残滓の溶解の開始―1998年民進党高雄市長候補謝長廷陣営の選挙過程（2）」『法学志林』100巻3号（通号726号）2003年3月

「台湾の民主化の定着：権威主義体制の残滓の溶解の開始―1998年民進党高雄市長候補謝長廷陣営の選挙過程（1）」『法学志林』100巻1号（通号724号）2003年1月
「民進党と台湾の制度的民主化及びその固定化」『アジア遊学 48』勉誠出版、2003年2月

「2001年台湾立法選挙」交流協会日台交流センター編『歴史研究者交流事業（派遣）研究成果報告書集、2003年3月

「1990年代台湾主要政党の政治的アイデンティティ―台湾政治の方向性に関する一考察」中国研究所『中国研究月報』594号、1997年8月

#### 研究ノート
「台湾の1995・96年選挙と政治的アイデンティティ―民進党・新党候補のレトリックの二面性」日本現代中国学会『現代中国』第72号、1998年10月

#### 翻訳
許佩賢「教育改革」若林正丈編著『もっと知りたい台湾 第2版』弘文堂、1998年

### 行政書士関係
「行政書士とリカレント教育～放送大学を例に～」『行政書士とうきょう』東京都行政書士会、2020年6月号、p71-74

「続・行政書士ルネッサンス（復興）のための一試論－目的条項から導かれる公共政策の専門家の使命とその効用－」『行政書士とうきょう』東京都行政書士会、2019年4月号、p64-69

「行政書士ルネッサンス（復興）のための一試論－「隣接法律専門職」から「公共政策の専門家」へのアイデンティティーシフトについて」『行政書士とうきょう』東京都行政書士会、2019年3月号、p34-39

「移行期の正義としての同性カップルの法的保護」『行政書士とうきょう』東京都行政書士会、2018年4月号、p36-40（佳作受賞）

「『行政書士2.0』へ進化するために―温故知新：士（サムライ）三国志の教訓」『行政書士とうきょう』東京都行政書士会、2018年3月、p58-60

「パラダイムシフトと行政書士」『行政書士とうきょう』東京都行政書士会、2017年12月、p36-38

「行政書士と弁護士の業際問題考」『行政書士とうきょう』東京都行政書士会、2017年9月、p22-24（優秀賞受賞）